# Set in Stone
Set in Stone är ett musikalbum med Brian McFadden från 2008. Detta album är hans andra album som soloartist.

## Låtlista
1. Twisted - 3:53
2. Like Only A Woman Can - 3:52
3. Get Away - 3:24
4. Room To Breathe - 5:33
5. Jones - 2:58
6. Alice In Wonderland - 4:06
7. Everything But You - 4:03
8. Forgive Me Twice - 4:26
9. Zoomer - 3:34
10. Set In Stone - 4:49

## Singlar
- Like Only A Woman Can
- Twisted
- Everything But You